# Standing in the Shadows of Love
Singles de Four Tops
Reach Out I'll Be There
(1966) Bernadette
(1967)
Standing in the Shadows of Love est une chanson du groupe vocal masculin noir américain The Four Tops.
Publiée en single (sous le label Motown) en décembre 1966, cette chanson des Four Tops a atteint la 6e place du Hot 100 du magazine musical américain Billboard, passant en tout 10 semaines dans le chart. Elle sera aussi incluse dans leur album studio Reach Out, qui sortira en juillet 1967.
En 2004, Rolling Stone a classé cette chanson, dans la version originale des Four Tops, 464e sur sa liste des « 500 plus grandes chansons de tous les temps ». (En 2010, le magazine rock américain a mis à jour sa liste, maintenant la chanson est 470e.)

## Composition
La chanson a été écrite par Brian Holland, Lamont Dozier et Eddie Holland. L'enregistrement des Four Tops a été produit par Brian Holland et Lamont Dozier.